# Pipiza
Genre
Pipiza est un genre d'insectes diptères brachycères de la famille des Syrphidae, de la sous-famille des Eristalinae, de la tribu des Pipizini.
Les larves se nourrissent d'aphidiens causant des galles sur divers végétaux.

## Liste d'espèces rencontrées en Europe
Selon Fauna Europaea (28 aout 2016) :
- Pipiza accola
- Pipiza austriaca
- Pipiza bimaculata
- Pipiza carbonaria
- Pipiza fasciata
- Pipiza fenestrata
- Pipiza festiva
- Pipiza lugubris
- Pipiza luteitarsis
- Pipiza morionellus
- Pipiza noctiluca
- Pipiza notata
- Pipiza obscura
- Pipiza quadrimaculata
- Pipiza signata